# Ed Shearmur
Edward „Ed“ Shearmur (* 28. Februar 1966 in London, England) ist ein britischer Komponist von zahlreichen Filmmusiken.

## Leben
Ed Shearmur sang bereits als siebenjähriges Kind im Chor der Westminster Cathedral und erhielt seine erste Ausbildung am Eton College. Anschließend studierte er am Royal College of Music und mithilfe eines Stipendiums am Pembroke College der University of Cambridge.
Nach seinem Umzug nach Los Angeles war er Musikdirektor und Keyboarder für Jimmy Page und Robert Plant. Er arrangierte unter anderem für Eric Clapton, Annie Lennox, Peter Gabriel, Bryan Adams, Pink Floyd, Marianne Faithfull und Echo & the Bunnymen.
1988 begann er erste Arbeiten für den Film bei Michael Kamen als Orchestrator, unter anderem für Die Abenteuer des Baron von Münchhausen, James Bond 007: Lizenz zum Töten, Stirb langsam, Lethal Weapon und Don Juan de Marco. Seine erste Komposition für einen kompletten Soundtrack schrieb Shearmur 1993 für Der Zementgarten, der bei der Berlinale den Silbernen Bären für die Beste Regie (Andrew Birkin) gewann. Größere Bekanntheit erlangte er jedoch erst 1997 mit Wings of the Dove – Die Flügel der Taube.
Er war bis zu ihrem Tod 2018 mit der Filmproduzentin Allison Shearmur verheiratet.

## Filmografie (Auswahl)
- 1993: Der Zementgarten (The Cement Garden)
- 1993: Sylvia Hates Sam (Kurzfilm)
- 1995: Ritter der Dämonen (Demon Knight)
- 1996: Die Stunde des Verführers (The Leading Man)
- 1997: Der Glöckner von Notre Dame (The Hunchback, Fernsehfilm)
- 1997: The Heart Surgeon (Fernsehfilm)
- 1997: Remember Me?
- 1997: Wings of the Dove – Die Flügel der Taube (The Wings of the Dove)
- 1998: Girls’ Night – Jetzt oder nie (Girls’ Night)
- 1998: Species II
- 1998: Martha trifft Frank, Daniel & Laurence (Martha, Meet Frank, Daniel and Laurence)
- 1998: The Governess
- 1998: Schüsse durchs Herz (Shot Through the Heart, Fernsehfilm)
- 1999: Eiskalte Engel (Cruel Intentions)
- 1999: Jakob der Lügner (Jakob the Liar)
- 1999: Der Diamanten-Cop (Blue Streak)
- 2000: Gefühle, die man sieht – Things You Can Tell (Things You Can Tell Just by Looking at Her)
- 2000: Hoffnungslos verliebt (Whatever It Takes)
- 2000: 3 Engel für Charlie (Charlie’s Angels)
- 2000: Miss Undercover (Miss Congeniality)
- 2001: K-PAX – Alles ist möglich (K-Pax)
- 2002: Monte Cristo (The Count of Monte Cristo)
- 2002: Super süß und super sexy (The Sweetest Thing)
- 2002: Die Herrschaft des Feuers (Reign of Fire)
- 2003: Johnny English – Der Spion, der es versiebte (Johnny English)
- 2003: 3 Engel für Charlie – Volle Power (Charlie’s Angels: Full Throttle)
- 2004: Total verknallt in Tad Hamilton (Win a Date with Tad Hamilton!)
- 2004: Laws of Attraction
- 2004: Sky Captain and the World of Tomorrow
- 2005: Wimbledon – Spiel, Satz und … Liebe (Wimbledon)
- 2005: Nine Lives
- 2005: Die Bären sind los (Bad News Bears)
- 2005: Der verbotene Schlüssel (The Skeleton Key)
- 2005: Entgleist (Derailed)
- 2006: Dein Ex – Mein Albtraum (The Ex)
- 2006: Factory Girl
- 2007: Fantastic Movie (Epic Movie)
- 2007: Dedication
- 2007: 88 Minuten (88 Minutes)
- 2007: The Starter Wife – Alles auf Anfang (The Starter Wife, Miniserie, 6 Episoden)
- 2007: Meet Bill
- 2008: The Merry Gentleman
- 2008: College Road Trip
- 2008: Kurzer Prozess – Righteous Kill (Righteous Kill)
- 2008: Passengers
- 2008: Sex & Lies in Sin City (Fernsehfilm)
- 2009: Bride Wars – Beste Feindinnen (Bride Wars)
- 2009: The Winning Season
- 2009: Mütter und Töchter (Mother and Child)
- 2010: Reine Fellsache (Furry Vengeance)
- 2011: Gregs Tagebuch 2 – Gibt’s Probleme? (Diary of a Wimpy Kid: Rodrick Rules)
- 2011: Jumping the Broom
- 2011: Atemlos – Gefährliche Wahrheit (Abduction)
- 2011: Damit ihr mich nicht vergesst (Have a Little Faith, Fernsehfilm)
- 2012: Babymakers – Wenn’s so einfach wäre! (The Babymakers)
- 2012: Gregs Tagebuch 3 – Ich war’s nicht! (Diary of a Wimpy Kid: Dog Days)
- 2012: Spinning Plates
- 2012: The Polar Bears (Kurzfilm)
- 2013–2016: Devious Maids – Schmutzige Geheimnisse (Devious Maids, Fernsehserie, 49 Episoden)
- 2014: Broadway Therapy (She’s Funny That Way)
- 2014: Ich. Darf. Nicht. Schlafen. (Before I Go to Sleep)
- 2015: The Outcast (Miniserie, 2 Episoden)
- 2015: Curve – Pass auf, wen du mitnimmst! (Curve)
- 2016: Elvis & Nixon
- 2016: Dying Laughing (Dokumentarfilm)
- 2016: Reg (Fernsehfilm)
- 2017: A Symphony of Hope (Dokumentarfilm)
- 2017: Gregs Tagebuch – Böse Falle! (Diary of a Wimpy Kid: The Long Haul)
- 2018: Escape at Dannemora (Miniserie, 7 Episoden)
- 2019: Falling Inn Love
- 2020: Four Good Days
- 2022: Across the River and Into the Trees
- 2024: Ugly – Verlier nicht dein Gesicht (Uglies)

## Auszeichnungen (Auswahl)
- In den Jahren 2001 sowie 2004 wurde Ed Shearmur mit dem BMI Film Music Award ausgezeichnet.
- 2006 gewann er für seine Titelmusik der Serie Masters of Horror einen Emmy.